# Кањон фери (језеро)
Кањон фери (енгл. Canyon Ferry Lake) је вештачко језеро у Сједињеним Америчким Државама. Налази се на територији америчких савезних држава Montana. Површина језера износи 137 km².